# مقاطعة سيمرغ
مقاطعة سيمرغ (بالفارسية: شهرستان سیمرغ) هي إحدى مقاطعات محافظة مازندران في إيران. كان عدد سكان المقاطعة سنة 2006 حوالي 17,914 نسمة.

## أعلام
- أحمد كشوري